# 魂の叫び
『魂の叫び』（たましいのさけび、Rattle and Hum ）は、アイルランドのロックバンド、U2のアルバム、およびドキュメンタリー映画である。「ディザイアー」が1989年のグラミー賞最優秀ロック・グループ受賞。
"rattle"は「ガラガラ」、"hum"は「ブンブン」という音の声喩で、"Rattle and Hum"は騒々しい様子を表す。アルバム中の1曲、「ブレット・ザ・ブルー・スカイ」の歌詞にも見られる表現である。

## 映画
『U2/魂の叫び』 (U2: Rattle and Hum) はU2のヨシュア・トゥリー・ツアーを追ったライブ・ドキュメンタリー映画で、日本でも1988年に劇場公開された。上映時間99分。
大成功を収めたThe Joshua Treeツアーを記録に残しておこうということで企画が進められ、当初、マーチン・スコセッシなどのビッグネームが監督候補として挙がっていたが、最終的に当時無名のU2オタク・フィル・ジョアノーが監督に起用された。
ジョアノーはツアーに帯同してかなり精力的にカメラを回し、前半はレコーディング風景、メンバーのインタビューなどをモノクロで描写。後半は一転してカラー映像になり、『ヨシュア・トゥリー』の大ヒットで波に乗るU2の迫力のステージングが堪能できる。
たが、生憎、当時のU2はメディアの批判に神経過敏になっており、その素顔に迫ることはできず、ポートレイトのような作品になり、映画は興行的に失敗した。

## アルバム
映画のサウンドトラック的な位置づけだが、劇中とは異なるヴァージョンや未使用の新曲も収録されており、単独のスタジオアルバムと見ることもできる。新曲9曲、ライブ音源6曲、他のアーチストの音源2曲を収録する。LP時代は2枚組だった。
当初映画＆アルバムのタイトルの候補に『U2 in America』が挙がっていたことからも推察されるように、アルバムの内容は『The Joshua Tree』よりもさらにアメリカン・ロックに傾倒したものである。
音楽界の先達への敬意が込められ、ビートルズ（「ヘルター・スケルター」）やボブ・ディラン（「見張塔からずっと」）のカヴァー、ビリー・ホリデイへのトリビュート（「エンジェル・オブ・ハーレム」）、ジョン・レノンの「ゴッド」へのオマージュ（「ゴッド・パートII」）、 ジミ・ヘンドリックスの音源収録などを行っている。制作ではB.B.キング（「ラヴ・カムズ・トゥ・タウン」で共演、ツアーにも参加）、ボブ・ディラン（「ホークムーン269」のオルガン演奏、「ラヴ・レスキュー・ミー」の共作）、ヴァン・ダイク・パークス（「オール・アイ・ウォント・イズ・ユー」のストリングス編曲）などの豪華な共演者を招き、ブルース発祥の地メンフィスのサン・スタジオで録音も行った。
しかし、これらの試みは一部の批評家から「偉大なミュージシャンの仲間入りを企む行為」と非難を浴びた。またラリーが「僕たちはB.B.キングみたいな他の音楽を僕たちが望んでいたように自分たちのものにすることができないことに気づいていた。ああいう音楽は僕たちの出自となんの関係もなかったんだ。楽しい経験だったけど、どれだけだ。僕たちは違う世界から来た人間だったんだ」と語っているとおり、この路線への限界も感じたのだという。
ということで、フォークからは詩の重要性を、ブルーズからはグルーブ感を学んだことで、U2はこのアルバムをもってルーツ・ミュージックへの接近を総括し、次作『アクトン・ベイビー』で大胆な方向転換を敢行する。
なおアルバムジャケットの写真は「Bullet the Blue Sky」演奏時のものだが、映画から取ったものでなく、アントン・コービンが撮ったものである。またジャケットデザインは映画『Rattle and Hum』を配給したパラマウントが起用したDZNというデザイン・グループであり、U2のアルバムジャケットとして初めてスティーブ・アブリルが関わっていない。

## 収録曲

### アルバム
1. ヘルター・スケルター - Helter Skelter (ライブ)
ボノはMCで「チャールズ・マンソンがビートルズから盗んだ曲を盗み返してやった」と述べている。
2. ヴァン・ディマンズ・ランド - Van Diemen's Land
『War』収録の「Seconds」に続いて2曲目のエッジのリードヴォーカル曲。1848年、じゃがいも飢饉に端を発した反乱を指揮し、反逆罪の罪でオーストラリアのヴァン・ディマンズ・ランド（現タスマニア島）に流されたと言われていた（史実は異なる）ジョン・ボイル・オライリーという人物にインスパイアされてエッジが書いた曲。「The River is Wide」というアイルランドのトラディショナル・ソングが元になっている（同タイトルのトラディショナル・ソングとは無関係）。[2]ボノが歌うつもりで作ったため、エッジ本人はいまいちしっくりきていないのだという。[1]
ちなみにOasisのノエル・ギャラガーはこの曲を引き合いにして、「俺はOasisエッジだ」と述べている。[3]
3. ディザイアー - Desire
4. ホークムーン269 - Hawkmoon 269
Hawkmoonとはノースダゴタのラピッドシティにある地名で、希望の戦略ツアーの際にそこを通りかかった時、言葉の響きがいいとうことでボノがメモったのが由来。[1]ハリウッドにあるサンセット・サウンド・スタジオでレコーディングされ、269とはリミックスの回数である。ボブ・ディランがオルガンを弾いている。力強い曲であるが、展開はやや短調。バンドも出来には不満なようで、ライブでもわずか9回しか演奏されていない。
5. 見張塔からずっと - All Along The Watchtower (ライブ)
6. アイ・スティル・ハヴント・ファウンド・ホワット・アイム・ルッキング・フォー(終りなき旅) - I Still Haven't Found What I'm Looking For (ライブ)
7. フリーダム・フォー・マイ・ピープル - Freedom For My People(アダム・マギーの演奏曲)
8. シルヴァー・アンド・ゴールド - Silver And Gold (ライブ)
1985年、ボノはスティーブン・ヴァン・ザント（Eストリート・バンド）が企画した反アパルトヘイトバンドArtists United Against Apartheidに参加し、「Sun City」をレコーディングした。レコーディングの場所はニューヨークだったが、その際、スティーブ・リリーホワイトがニューアルバムのプロデューサーを務めていた関係で、The Rolling Stonesのミック・ジャガーとキース・リチャーズと邂逅。が、2人がブルーズを演奏している時、ボノは自分がこの分野にまったく無知であることを思い知らされ、困惑した。U2のレコードカタログは1976年、つまりパンクが生まれた年から始まっており、伝統的な音楽から切り離されていた。
その日、キースからブルーズのレコードを紹介してもらったボノは、その興奮からこの曲を一気に書き上げた。[1]黒人の政治犯の立場から書いた曲で、政治指導者たちは個人の自由よりも金に夢中になっていることを批判する内容であり、アイルランドの詩人・ブレンダン・ベハンの「I have seen the comings and goings, the captains and the kings」という詩の一節と「I am someone」という黒人市民運動のリーダー・ジェシー・ジャクソンの演説の一節が引用されている。[2]曲が完成すると、キースとロン・ウッドと一緒にレコーディングし、Artists United Against Apartheidのコンピアルバムに収録した。ちなみにこの時レコーディングしたのはアコースティック・ヴァージョンである。
The Joshua Treeツアーでも何度か演奏され、『Rattle and Hum』と映画『U2/魂の叫び』に収録されている。そのヴァージョンでは、エッジがギターソロに入る前に、ボノは「OK、エッジ。ブルーズを演奏しよう」と言っているが、これは後に激しい非難を浴びた。
9. プライド - Pride (In The Name Of Love) (ライブ)
10. エンジェル・オブ・ハーレム - Angel Of Harlem
11. ラヴ・レスキュー・ミー - Love Rescue Me
ロサンゼルスで二晩続けてライブした後、目を覚ましたら、ボノの頭の中で曲が出来上がっていた。人々から救世主と思われているのだけれど、実際、その人生はボロボロで、彼こそ救済を必要としている男についての曲だったが、夢の中にボブ・ディランが出てきたので、もしやディランの曲？ と思って彼に電話して、曲を聴かせると、「違う」と首を振った。が、続いてディランは「でもそうなるかもしれないね」と言って、2人で共作することになった。[1]
当初、ディランがリードヴォーカルを取って『Zooropa』収録の「The Wanderer」に先んじてU2初の第三者によるヴォーカルソングになる予定だったが、当時、ディランがジョージ・ハリスン、トム・ペティ、ロイ・オービソン、ジェフ・リンと組んでいたThe Traveling Wilburysとの権利問題との関係でその話は流れ、ディランはバックコーラスに回った。[2]
なおボノがこの曲を書いたエッジがロサンゼルスで借りていた家は、エッジが引っ越した後、メネンデスという裕福な家族が移ってきたのだが、その後、ライルとエリック兄弟が両親をショットガンで撃ち殺すという事件を起こした。[2]
12. ラヴ・カムズ・トゥ・タウン - When Love Comes To Town
13. ハートランド - Heartland
『The Joshua Tree』のセッションの時にできた曲で、元のタイトルは「Tokyo」[4]。HeartlandはThe Joshua Treeに収録することも考えられたが、結局、ライブ映えする「Trip Through Your Wires」に席を譲った。『Rattle and Hum』のレコーディングの時に再び持ち出され、その際、レコーディングの合間にボノとアダムが車を借りてロサンゼルスからニューオリンズまで旅した経験に基づく歌詞が付けられた。[1]デルタ（ミシシッピー川の河口にある三角州）、ミシシッピー川、ルート66などアメリカの風土を思わせるフレーズが歌詞に出てくる。イーノがキーボードで参加している。佳曲だと思わるが、なぜかライブで演奏されたことは1度もない。
14. ゴッド・パートII - God Part II
1988年、アルバート・ゴールドマンという人物が、ジョン・レノンの神聖なイメージをぶち壊す『ジョン・レノン伝説」』なる暴露本を出版して物議を醸していたのだが、この曲は、反論出来ないジョンの代わりにU2がジョンのGodの続編を歌うという形で、ゴールドマンを批難する内容になっている。なお歌詞の中の「シンガーソングライター」とは、カナダ人シンガーソングライター・カルロス・コックバーンのことで、「夜明けの日が差し込むまで暗闇と戦い続ける」の部分は、彼の歌詞からの引用である。[2]
15. 星条旗よ永遠なれ - The Star Spangled Banner (ジミ・ヘンドリックスの演奏曲)
16. ブレット・ザ・ブルー・スカイ - Bullet The Blue Sky (ライブ)
17. オール・アイ・ウォント・イズ・ユー - All I Want Is You

### 映画
1. ヘルター・スケルター - Helter Skelter (ライブ)
2. ヴァン・ディマンズ・ランド - Van Diemen's Land
3. ディザイアー - Desire
4. エクジット - Exit (ライブ)
5. 終わりなき旅 - I Still Haven't Found What I'm Looking For (リハーサル映像)
6. フリーダム・フォー・マイ・ピープル - Freedom for My People (アダム・マギーの演奏曲)
7. シルヴァー・アンド・ゴールド - Silver and Gold (ライブ)
8. エンジェル・オブ・ハーレム - Angel of Harlem (スタジオ映像)
9. 見張塔からずっと - All Along the Watchtower (ライブ)
10. 神の国 - In God's Country (ライブ)
11. ラヴ・カムズ・トゥ・タウン - When Love Comes to Town (リハーサル / ライブ)
12. ハートランド - Heartland
13. バッド - Bad (ライブ)
14. ホエア・ザ・ストリーツ・ハヴ・ノー・ネイム(約束の地) - Where the Streets Have No Name  (ライブ)
15. MLK - MLK (ライブ)
16. ウィズ・オア・ウィズアウト・ユー - With or Without You (ライブ)
17. 星条旗よ永遠なれ - The Star-Spangled Banner (ジミ・ヘンドリックスの演奏曲)
18. ブレット・ザ・ブルー・スカイ - Bullet the Blue Sky (ライブ)
19. ランニング・トゥー・スタンド・スティル - Running to Stand Still (ライブ)
20. ブラディ・サンデー - Sunday Bloody Sunday (ライブ)
21. プライド - Pride (In the Name of Love) (ライブ)
22. オール・アイ・ウォント・イズ・ユー - All I Want Is You (エンディング)

## 評価

### イヤーオブ
- 1988年ホットプレス年間ベストアルバムル第2位[5]
- 1988年ホットプレス読者が選ぶ年間ベストアイリッシュアルバム第1位[5]
- 1988年サウンズ年間ベストアルバム[5]
- 1988年NME年間ベストアルバム50第23位[5]
- 1988年Qマガジン年間ベストアルバム[5]
- 1988年Humo（フランス）年間ベストアルバム第1位[6]

### オールタイム
- 1989年Buscadero（イタリア）が選ぶ80年代ベストアルバム[7]
- 1990年Mucchio Selvaggio （イタリア）が選ぶ80年代ベストアルバム[7]
- 1994年ギネスが選ぶオールタイムライブアルバム50第7位[8]
- 1998年ヴァージンが選ぶオールタイムベストアルバム1000第731位[9]
- 1998年スタジオ・ブリュッセル（ベルギー）の視聴者が選んだオールタイムベストアルバム第84位[10]
- 2000年ヴァージンが選ぶオールタイムベストアルバ1000第330位[11]
- 2004年レコードコレクターが選ぶ最も価値のあるアルバム100(2000ポンド)[12]
- 2006年BBCレディオ２が選ぶオールタイムベストアルバム第61位[13]